# Pseudopandalus
Pseudopandalus is een geslacht van kreeftachtigen uit de klasse van de Malacostraca (hogere kreeftachtigen).

## Soort
- Pseudopandalus curvirostris Crosnier, 1997